# NKX2-5
NKX2-5 (англ. NK2 homeobox 5) – білок, який кодується однойменним геном, розташованим у людей на короткому плечі 5-ї хромосоми.  Довжина поліпептидного ланцюга білка становить 324 амінокислот, а молекулярна маса — 34 918.
| 10         |  | 20         |  | 30         |  | 40         |  | 50         |
| ---------- |  | ---------- |  | ---------- |  | ---------- |  | ---------- |
| MFPSPALTPT |  | PFSVKDILNL |  | EQQQRSLAAA |  | GELSARLEAT |  | LAPSSCMLAA |
| FKPEAYAGPE |  | AAAPGLPELR |  | AELGRAPSPA |  | KCASAFPAAP |  | AFYPRAYSDP |
| DPAKDPRAEK |  | KELCALQKAV |  | ELEKTEADNA |  | ERPRARRRRK |  | PRVLFSQAQV |
| YELERRFKQQ |  | RYLSAPERDQ |  | LASVLKLTST |  | QVKIWFQNRR |  | YKCKRQRQDQ |
| TLELVGLPPP |  | PPPPARRIAV |  | PVLVRDGKPC |  | LGDSAPYAPA |  | YGVGLNPYGY |
| NAYPAYPGYG |  | GAACSPGYSC |  | TAAYPAGPSP |  | AQPATAAANN |  | NFVNFGVGDL |
| NAVQSPGIPQ |  | SNSGVSTLHG |  | IRAW       |  |            |  |            |

A: Аланін

C: Цистеїн

D: Аспарагінова кислота

E: Глутамінова кислота

F: Фенілаланін

G: Гліцин

H: Гістидин

I: Ізолейцин

K: Лізин

L: Лейцин

M: Метіонін

N: Аспарагін

P: Пролін

Q: Глутамін

R: Аргінін

S: Серин

T: Треонін

V: Валін

W: Триптофан

Кодований геном білок за функцією належить до білків розвитку. 
Задіяний у таких біологічних процесах як поліморфізм, альтернативний сплайсинг. 
Білок має сайт для зв'язування з ДНК. 
Локалізований у ядрі.